# Burdur (provincie)
Burdur is een provincie in Turkije. De provincie is 7238 km² groot en heeft 256.803 inwoners (2000). Burdur bevindt zich in het zuidwesten van de provincie. De provincie ligt in het merengebied in Turkije, en telt veel meren van diverse omvang. Het grootste, Burdurmeer, is genoemd naar de provincie. De hoofdstad is het gelijknamige Burdur.

## Bestuurlijke indeling

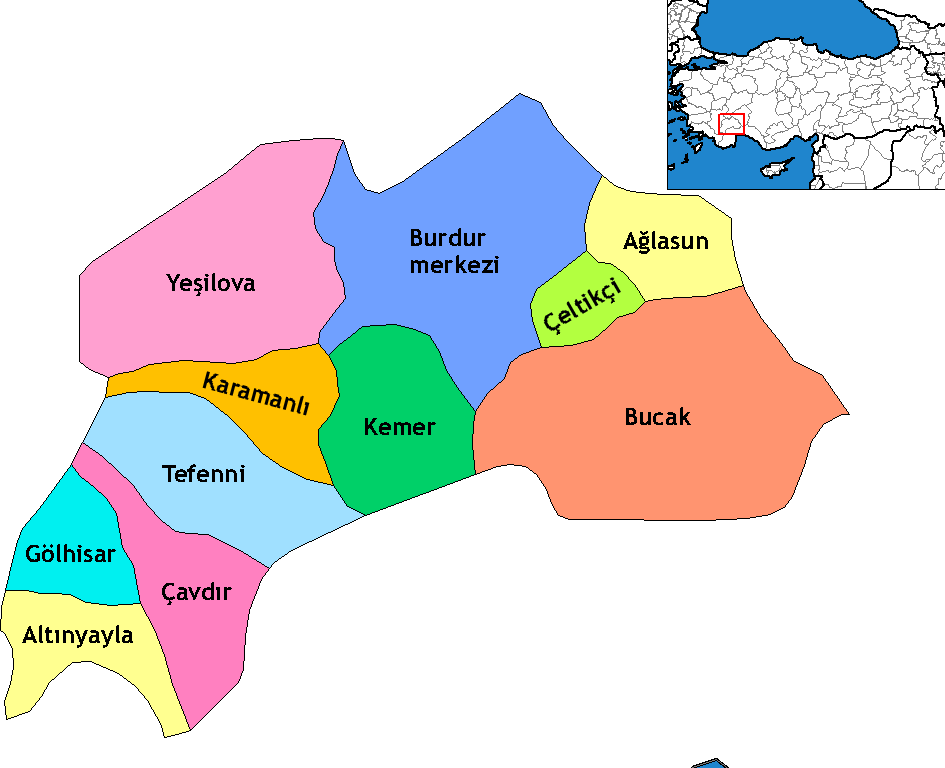
Districten van Burdur

### Districten
De provincie bestaat uit de volgende 11 districten:
| - Ağlasun - Altınyayla - Bucak - Burdur | - Çavdır - Çeltikçi - Gölhisar - Karamanli | - Kemer - Tefenni - Yeşilova |